# Kaarel Eenpalu
Kaarel Eenpalu (fins a 1935 el seu nom era Karl August Einbund) (Palu, Vesneri, Comtat de Tartu, Estònia, 28 de maig de 1888 - Wjatka, óblast de Kírov, Rússia, 27 de gener de 1942) va ser un periodista, polític i cap d'Estat estonià. Ocupà diversos càrrecs ministerials i va ser primer ministre des del 19 de juliol de 1932 fins a l'1 de novembre de 1932.